# VLM (ロケット)
VLM (Veículo Lançador de Microssatélites) は計画されたブラジルの人工衛星打上げ機である。計画はVLS-1ロケットのコア・ステージのみを使用する事によって簡略化したものを原型とする。
現在は最大150 kgの人工衛星を高度250 - 700 kmの軌道に投入するためにS50ロケットエンジンを備える派生型を開発中である。 
ドイツ航空宇宙センター(DLR)によって2016年にSHEFEX IIIミッションで3段式ロケットを打ち上げる予定である。

## 打ち上げ計画
| # | 写真 | 機体       | 積載物     | 日付 | 射点 | 結果 |
| - | ---- | ---------- | ---------- | ---- | ---- | ---- |
| 1 |      | VLM XVT-00 | -          | 2025 | -    | -    |
| 2 |      | VLM V-01   | SHEFEX III | 202x | -    | -    |
| 3 |      | VLM V-02   | -          | 202x | -    | -    |
| 4 |      | VLM V-03   | -          | 202x | -    | -    |
| 5 |      | VLM V-04   | -          | 202x | -    | -    |
| 6 |      | VLM V-05   | -          | 202x | -    | -    |
| 7 |      | VLM V-06   | -          | 202x | -    | -    |

## 諸元

### 原型の VLS-1 からの派生
当初は4基の固体燃料ロケットの仕様が計画され、以下の仕様が策定された。:
- 第1段 - S-43 ロケットエンジン
- 第2段 - S-40TM ロケットエンジン
- 第3段 - S-44 ロケットエンジン
- 第4段 - S-33 ロケットエンジン

この仕様は計画されたVS-43観測ロケットに関連する。

### 現在の計画 (VLM-1)
現在の計画では第1段、第2段には新型の12トン固体燃料エンジンのS50と第3段には観測ロケットであるVS-40のS-44と同じエンジンを使用する予定である。 この仕様は計画されたVS-50観測ロケットに関連し、VLM-1として知られる。:
- 第1段 - S50 ロケットエンジン (開発中)
- 第2段 - S50 ロケットエンジン
- 第3段 - S-44 ロケットエンジン

### 予定される派生型
近い将来L5液体燃料ロケットエンジンは固体燃料の第3段エンジンで換装予定である。:
- 第1段 - S50 ロケットエンジン (開発中)
- 第2段 - S50 ロケットエンジン
- 第3段 - L5 ロケットエンジン (開発中)

### 主要諸元
| 段数(Stage)  | 第1段                 | 第2段                 | 第3段                |
| ------------ | --------------------- | --------------------- | -------------------- |
| 使用エンジン | S-50                  | S-50                  | S-44                 |
| 推進薬       | 固体推進薬            | 固体推進薬            | 固体推進薬           |
| 推力         | 450 kN                | 450 kN                | 33.24 kN (7,473 lbf) |
| 比推力       | ~277秒 (2.72 kN·s/kg) | ~277秒 (2.72 kN·s/kg) | 282秒 (2.77 kN·s/kg) |
| 有効燃焼時間 | 82 秒                 | 82 秒                 | 68 秒                |